# 伊勢貞興
伊勢 貞興（いせ さだおき）は、戦国時代から安土桃山時代にかけての武将。室町幕府幕臣、のち明智光秀の家臣。幼名は熊千代。通称は与三郎。伊勢守。祖父は伊勢貞孝。父は伊勢貞良。兄弟に貞為、阿古御局（異説あり）。
伊勢流の有職故実の探究者。武家故実の書として『伊勢貞興返答書』を記述した。

## 人物
伊勢氏は元は室町幕府の政所執事（頭人）を務めた家柄であり、貞宗・貞陸の代には山城守護であったが、祖父の貞孝と父の貞良が永禄5年（1562年）に三好氏との抗争に敗れ戦死して以来、伊勢氏の力は山城国内にわずかな勢力を残すのみとなるまでに衰退していた。貞興は次男であったが、兄が病身となったために伊勢氏の家督を継いだとされるが、異説もある（後述）。
義輝が三好三人衆に討たれた後の動向は顕かではないが、兄の虎福丸（貞為）が三好三人衆に14代将軍に擁立された足利義栄に仕えて幕府御供衆名簿を作成・提出している。ところが、程なく義輝の弟である足利義昭が織田信長と共に上洛して15代将軍に任命されてしまう。義昭は義栄に仕えた幕臣たちの責任を追及して解任しており、伊勢氏における貞為から貞興への当主交代も義昭による貞為の追放による対応したものとする説もある。
15代将軍となった義昭に御供衆として仕えた貞興は、元亀2年（1570年）11月1日になって政所役（頭人・執事）に任じられて織田信長からも承認された。もっとも、実際には信長が貞興の若年を理由に政所に代わって京都市中からの段銭徴収を行っていること、先の祖父・父の戦死の際に一族・家臣の多くを失い、更に執事を補佐する政所代（執事代）の蜷川親長も京都を離れていたことから、幼かった貞興が実際に政所の執務を行う状況にはなく、京都市中の実際の統治は信長とその家臣が政所の業務を一時的に代行していたとみられている。
天正元年（1573年）7月、義昭と信長が敵対するようになると、義昭の命で三淵藤英や日野輝資・高倉永相などの昵近公家衆と共に二条御所を守ったが、織田軍に城を囲まれると三淵藤英を一人残して、8日に降伏して退場した。義昭が信長により京都から追放され備後国に下向すると、貞興はこれに随行せず他の幕臣と一緒に明智光秀に仕えた。義昭の追放後、京都の市中の統治は明智光秀と村井貞勝が中心になって行われていたが、次第に貞勝の専任へと移行し、長年その任にあたっていた幕臣は京都市中の統治から排除されることになった。これは義昭が毛利氏を頼って備後国に落ち着いたことを知った幕臣の中には京都を脱出して義昭に合流する者がいて人材不足に拍車をかけたことに加え、政所などで行われてきたこれまでの行政が荘園制などを前提にしたもので、信長の方針と合致しなかったことなどが考えられる。一方、幕臣たちの所領の多くが丹波国など光秀の支配地に属しており、政所の機能やそれに伴う権益の復活が望めない以上は、光秀に仕えて幕府から与えられていた所領の安堵を求めることを重視する意識が貞興や他の幕臣の間にあったからとみられている。
貞興は若いが智勇に優れ、行政能力や武家故実に優れるなど軍事にも精通していたために、光秀の厚い信任を得た。一説には光秀の娘婿となったとされている。明智光秀の配下として丹波攻略やその他の戦役に活躍し、明智家中では斎藤利三と並ぶ戦巧者として名を馳せ、重臣としての地位を確立した。
天正10年6月2日（1582年6月21日）の本能寺の変の際、貞興は麾下の2千の精鋭を率いて信長の長男でその後継者である織田信忠を二条新御所で攻め、自らも槍を振るって奮戦し大勝した。
同年6月13日（1582年7月2日）の昼ごろから始まった山崎の戦いでは、明智光秀軍と織田信長の弔い合戦を挑む神戸信孝（羽柴秀吉・丹羽長秀など）の軍勢が山崎の地でにらみ合い、ついに日が傾き始めたころ、合戦が始まった。信孝軍の中川清秀隊3,500余に伊勢貞興隊2,000余が攻撃を開始したのが最初の激突であった。精強な伊勢隊は兵数に勝る中川隊を直押しし、信孝軍の高山重友（右近）隊などが中川隊を救援しようとしたが、これに明智方の斎藤利三隊が横槍を入れたために両軍入り乱れての乱戦となった。しかし、総兵力に劣る明智軍は敗れ、貞興は黒田孝高(官兵衛)・羽柴秀長隊による、後方からの奇襲を受け、戦死した。
なお、伊勢氏の家督は兄・貞為の子・貞衡が継ぎ、江戸幕府に仕え、大身の旗本となって明治まで存続した。